# Chron Gen
A Chron Gen (Chronic Generation) brit punkegyüttes. 1978-ban alakult a Hertfordshire megyei Letchworth-ben. A Chron Gen-t a The Condemned és az Optional Xtras nevű együttesek tagjai alkották. 1985-ben feloszlottak, majd 2013-ban újból összeálltak. 

## Tagok
- Glynn Barber
- Jon Johnson
- Steve Aldridge
- White

## Korábbi tagok
- Adam Warwicker
- Jon Thurlow
- Pete Dimmock
- Mark Alison
- Roy Homer
- Fraser Britten

## Diszkográfia
- Chronic Generation (1982)
- This is the Age (2016)

## Egyéb kiadványok
EP-k, kislemezek
- Puppets of War (1981)
- Reality (1981)
- Jet Boy, Jet Girl (Elton Motello-feldolgozás, 1982)
- Outlaw (1982)
- Nowhere to Run (1984)

Koncertalbumok
- Apocalypse Live Tour June '81 (Live at Leicester) (1982)
- Live at the Old Waldorf – San Francisco (1985)
- Free Live E.P.

Válogatáslemezek
- The Best of Chron Gen (1994)
- Puppets of War – The Collection (2004)